# Forêt de Puttelange
 (octobre 2010).
Si vous disposez d'ouvrages ou d'articles de référence ou si vous connaissez des sites web de qualité traitant du thème abordé ici, merci de compléter l'article en donnant les références utiles à sa vérifiabilité et en les liant à la section « Notes et références ».
La Forêt domaniale de Puttelange se situe pour partie (200 ha) à Puttelange-aux-Lacs et pour partie au Val-de-Guéblange (252 ha), communes toutes deux situées au centre-est du département de la Moselle, en France.

## Origine
Elle appartenait au seigneur de Puttelange-aux-Lacs et lui a été confisquée en 1793 à la suite de la Révolution. Plusieurs parcelles ont été échangées au cours des ans (avec les communes de Hoste et Puttelange-aux-Lacs) mais la structure reste globalement similaire.

## Géologie
Cette forêt est située sur le plateau lorrain sur les marnes du Keuper. Celles-ci sont en partie recouvertes en sommet et sur les pentes par des limons d'origines diverses (lœss et dégradation du matériau marneux). Les zones basses sont très argileuses ou marneuses et sont parfois issues d'alluvions diversifiées mais généralement fines.
Globalement, les sols sont assez lourds mais restent fertiles avec des indices de production d'environ 5 à 6 m3/ha/an en feuillus.

## Essences
Principalement composée de chênes pédonculés et sessiles secondairement de hêtre et de charme. Les techniques sylvicoles anciennes ont introduit l'épicéa (en grande partie disparu aujourd'hui), le pin sylvestre parfois de bonne qualité, le mélèze d'Europe, le douglas. Les autres feuillus sont : frêne, bouleau verruqueux, tremble, saules divers, chêne rouge d'Amérique, merisier, alisier torminal, poirier, cormier, tilleul à petites feuilles, orme (très touché par la graphiose) par ordre décroissant.

## Gestion
Comme toutes les forêts domaniales, elle est gérée par l'Office national des forêts. Issue du traitement en taillis sous futaie, sa conversion en futaie régulière a été décrétée vers 1886. Elle peut être considérée comme convertie à près de 90 % actuellement.
Elle a subi des dégâts de mitraille lors de la Seconde Guerre Mondiale et abrite de nombreux petits ouvrage de la ligne Maginot aquatique. L'objectif actuel est la résorption de ceux-ci en régénérant prioritairement ces parcelles.
La partie Puttelange a une forte vocation touristique à proximité de l'étang Diefenbach-lès-Puttelange issu de la ligne Maginot aquatique.